# Cyborg vagyok, amúgy minden oké
A Cyborg vagyok, amúgy minden oké (koreai nyelven: 싸이보그지만 괜찮아,  Ssszaibogudzsiman kvencshanha) egy 2006-ban bemutatott koreai romantikus vígjáték, melyet Pak Cshanuk rendezett. A film főszereplői Rain és Im Szudzsong.

## Történet
A film egy lányról szól, aki azt képzeli magáról, hogy kiborg, eltársalog a kávéautomatával, a lámpával és bármilyen elektromos eszközzel, enni azonban nem hajlandó, mivel a robotok elektromos töltéssel működnek. A pszichiátrián a lány és az álarcot hordó antiszociális Ilszun között romantikus szálak szövődnek, azonban a lány semmilyen terápia hatására sem hajlandó ételt magához venni, így a fizikai állapota rohamosan romlani kezd. Ilszun az osztály betegeivel összefogva próbálja megmenteni a lány életét.